# Either/Or
Either/Or ("Antingen/eller") är singer/songwritern Elliott Smith tredje soloalbum, släppt den 25 februari 1997 på det oberoende skivbolaget Kill Rock Stars på CD och LP. Albumet innehåller mer arrangemang än de två tidigare skivorna Roman Candle från 1994 och Elliott Smith från 1995.
"Between the Bars", "Angeles" och "Say Yes" återfinns även på soundtracket till Gus Van Sants film Will Hunting från 1997.
Albumtiteln är en referens till Søren Kierkegaards filosofiska verk Antingen-eller från 1843.

## Låtlista
(Alla sånger skrivna av Elliott Smith)
1. "Speed Trials" – 3:01
2. "Alameda" – 3:43
3. "Ballad of Big Nothing" – 2:48
4. "Between the Bars" – 2:21
5. "Pictures of Me" – 3:46
6. "No Name No. 5" – 3:43
7. "Rose Parade" – 3:28
8. "Punch and Judy" – 2:25
9. "Angeles" – 2:56
10. "Cupid's Trick" – 3:04
11. "2:45 A.M." – 3:18
12. "Say Yes" – 2:19